# Jai Ingham
Jai Ingham (14 de agosto de 1993, Lismore, Australia) es un futbolista neozelandés que juega como delantero en el Brisbane Roar.

## Carrera
Debutó en 2012 jugando para el Olympic de la NPL Queensland. En 2013 fue contratado por el Brisbane Roar de la A-League, aunque solo logró realizar una aparición para el primer equipo en una victoria por 2-1 sobre el Wellington Phoenix, ingresando desde el banco de suplentes. En 2015 firmó con el Hume City hasta que en 2016 regresaría a la primera división australiana tras ser contratado por el Melbourne Victory. En 2019 fichó por el Central Coast Mariners, pero menos de seis semanas después regresó al Brisbane Roar.

### Clubes
| Club                   | País      | Año             |
| ---------------------- | --------- | --------------- |
| Olympic                | Australia | 2012 - 2013     |
| Brisbane Roar          | Australia | 2013 - 2015     |
| Hume City              | Australia | 2015 - 2016     |
| Melbourne Victory      | Australia | 2016 - 2019     |
| Central Coast Mariners | Australia | 2019            |
| Brisbane Roar          | Australia | 2019 - Presente |

### Selección nacional
Al tener ascendencia samoana, Ingham tomó la nacionalidad de dicho país para poder ser convocado por Scott Easthope para representar a la selección en la Copa de las Naciones de la OFC 2016, aunque finalmente decidió no participar y nunca se integró al plantel. Al año siguiente, también debido a su ascendencia, obtuvo el pasaporte de Nueva Zelanda con el fin de ser convocado para los All Whites. Finalmente, hizo su debut el 28 de marzo de 2017 en una victoria neozelandesa por 2-0 sobre Fiyi.

#### Partidos y goles internacionales
| Partidos y goles internacionales | Partidos y goles internacionales | Partidos y goles internacionales | Partidos y goles internacionales | Partidos y goles internacionales | Partidos y goles internacionales           | Partidos y goles internacionales |
| #                                | Fecha                            | Estadio                          | Rival                            | Resultado                        | Competición                                | Gol(es)                          |
| -------------------------------- | -------------------------------- | -------------------------------- | -------------------------------- | -------------------------------- | ------------------------------------------ | -------------------------------- |
| 2017                             |                                  |                                  |                                  |                                  |                                            |                                  |
| 1                                | 28 de marzo                      | Westpac Stadium, Wellington      | Fiyi                             | 2 – 0                            | Clasificación para la Copa Mundial de 2018 |                                  |
| 2018                             |                                  |                                  |                                  |                                  |                                            |                                  |
| 2                                | 2 de junio                       | Mumbai Football Arena, Bombay    | Kenia                            | 1 – 2                            | Copa Intercontinental 2018                 |                                  |
| 3                                | 5 de junio                       | Mumbai Football Arena, Bombay    | China Taipéi                     | 1 – 0                            | Copa Intercontinental 2018                 |                                  |
| 4                                | 7 de junio                       | Mumbai Football Arena, Bombay    | India                            | 2 – 1                            | Copa Intercontinental 2018                 |                                  |